# Estados-membros da Organização Internacional do Trabalho

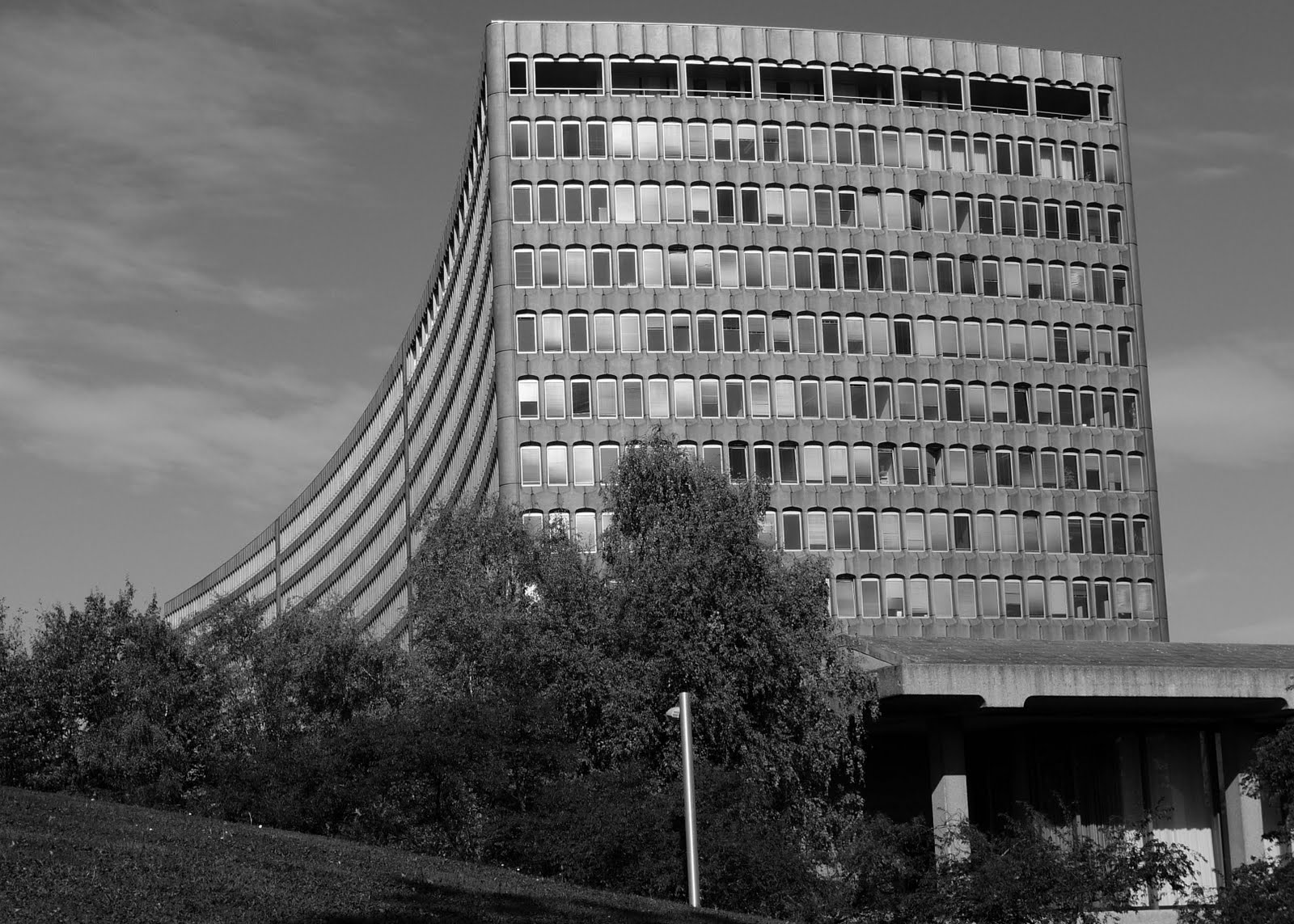
Sede da OIT, Genebra.

A Organização Internacional do Trabalho (OIT), uma agência especializada tripartite da Organização das Nações Unidas (ONU) que estabelece normas internacionais relacionadas ao trabalho, conta com 187 Estados-membros em agosto de 2022. Fundada no ano de 1919 como resultado do Tratado de Versalhes, a OIT foi a primeira agência a ser incorporada à ONU em 1946, sendo a terceira agência preexistente mais antiga da ONU, a quarta organização multilateral existente mais antiga e a única organização remanescente com vínculos diretos com a Liga das Nações..
Fundado com 42 Estados-membros, 29 deles são considerados membros fundadores como signatários do Tratado de Versalhes, outros 13 estados, não signatários, foram convidados a serem membros e também receberam o status de membros fundadores.
Após a Segunda Guerra Mundial e a dissolução da Liga das Nações, a OIT tornou-se a primeira agência especializada da ONU. Todos os Estados-membros da OIT, exceto um (as Ilhas Cook), também são Estados-membros das Nações Unidas. No entanto, há sete Estados-membros da ONU que não aderiram à OIT. A constituição da OIT permite a admissão sem filiação à ONU, mas as condições a serem satisfeitas neste caso são mais complexas do que para um Estado-membro da ONU.   
Desde sua fundação, 19 Estados etiraram-se da filiação, embora todos tenham reingressado posteriormente. Dois Estados indicaram a intenção de se retirar, mas não concluíram o processo. Embora as regras de filiação admitam apenas Estados soberanos, em três ocasiões países com status não soberano foram admitidos, todos, no entanto, acabaram se tornando membros soberanos. Cinco Estados foram removidos da filiação, com todos sendo readmitidos. Seis Estados anteriormente existentes foram membros da OIT, incluindo dois que foram membros fundadores.

## Membros
A filiação à Organização Internacional do Trabalho (OIT) é regida pelo Artigo 1º, cláusulas 3 e 4, da constituição da organização. A cláusula 3 indica que qualquer Estado-membro da Organização das Nações Unidas (ONU) pode se tornar membro da OIT comunicando ao Diretor-Geral "aceitação formal das obrigações da Constituição". A cláusula 4 permite a filiação de estados não pertencentes à ONU, mas isso requer uma votação de dois terços dos delegados à Conferência Internacional do Trabalho, incluindo dois terços dos delegados governamentais.
| Bandeira nacional              | Estado-membro                  | Data de admissão        | Notas |
| ------------------------------ | ------------------------------ | ----------------------- | --- |
| Afeganistão                    | Afeganistão                    | 29 de setembro de 1934  | ~ ! |
| África do Sul                  | África do Sul+                 | 26 de maio de 1994      | ~ ! |
| Albânia                        | Albânia                        | 22 de maio de 1991      | Anteriormente membro de 1920 a 1967, admitido em 1991. |
| Alemanha                       | Alemanha                       | 12 de junho de 1951     | Anteriormente membro de 1919 a 1935, admitido em 1951. |
| Arábia Saudita                 | Arábia Saudita                 | 12 de janeiro de 1976   | ~ ! |
| Argélia                        | Argélia                        | 19 de outubro de 1962   | ~ ! |
| Angola                         | Angola                         | 4 de junho de 1976      | ~ ! |
| Antígua e Barbuda              | Antígua e Barbuda              | 16 de fevereiro de 1982 | ~ ! |
| Argentina                      | Argentina *                    | 28 de junho de 1919     | ~ ! |
| Arménia                        | Armênia                        | 26 de novembro de 1992  | Participação anterior como parte da União Soviética. |
| Austrália                      | Austrália +                    | 28 de junho de 1919     | ~ ! |
| Áustria                        | Áustria                        | 24 de junho de 1947     | Anteriormente membro de 1919 a 1938, readmitido em 1947. |
| Azerbaijão                     | Azerbaijão                     | 19 de maio de 1992      | Participação anterior como parte da União Soviética. |
| Bahamas                        | Bahamas                        | 25 de maio de 1976      | ~ ! |
| Bahrein                        | Bahrain                        | 18 de abril de 1977     | ~ ! |
| Bangladesh                     | Bangladesh                     | 22 de junho de 1972     | ~ ! |
| Barbados                       | Barbados                       | 8 de maio de 1967       | ~ ! |
| Bielorrússia                   | Belarus                        | 12 de maio de 1974      | Anteriormente membro como República Socialista Soviética da Bielorrússia. |
| Bélgica                        | Bélgica +                      | 28 de junho de 1919     | ~ ! |
| Belize                         | Belize                         | 7 de novembro de 1981   | ~ ! |
| Benim                          | Benin                          | 14 de dezembro de 1960  | ~ ! |
| Bolívia                        | Bolívia+                       | 28 de junho de 1919     | ~ ! |
| Bósnia e Herzegovina           | Bósnia e Herzegovina           | 2 de junho de 1993      | Participação prévia como parte da Iugoslávia. |
| Botswana                       | Botswana                       | 27 de fevereiro de 1978 | ~ ! |
| Brasil                         | Brasil +                       | 28 de junho de 1919     | ~ ! |
| Brunei                         | Brunei                         | 17 de janeiro de 2007   | ~ ! |
| Bulgária                       | Bulgária                       | 16 de dezembro de 1920  | ~ ! |
| Burquina Fasso                 | Burkina Faso                   | 21 de novembro de 1966  | ~ ! |
| Burundi                        | Burundi                        | 13 de março de 1963     | ~ ! |
| Cabo Verde                     | Cabo Verde                     | 3 de abril de 1979      | ~ ! |
| Camboja                        | Camboja                        | 24 de fevereiro de 1969 | ~ ! |
| Camarões                       | Camarões                       | 7 de junho de 1960      | ~ ! |
| Canadá                         | Canadá +                       | 28 de junho de 1919     | ~ ! |
| Cazaquistão                    | Cazaquistão                    | 31 de maio de 1993      | Participação anterior como parte da União Soviética. |
| Chade                          | Chade                          | 10 de novembro de 1960  | ~ ! |
| Chile                          | Chile *                        | 28 de junho de 1919     | ~ ! |
| China                          | China +                        | 28 de junho de 1919     | Admitida como a República da China. Da Revolução Chinesa de 1949 até 1971, a representação da China na OIT era mantida pela Taiwan. Após uma resolução na 184ª reunião do Conselho de Administração da OIT em 1971, a República Popular da China (RPC) foi reconhecida como o governo representante da China para fins de filiação. No entanto, somente em junho de 1983 a RPC concordou em participar das atividades da OIT quando a Conferência Internacional do Trabalho decidiu perdoar dívidas pendentes de mais de 38 milhões de dólares (valor equivalente a 100 milhões de dólares em 2023). |
| Colômbia                       | Colômbia *                     | 28 de junho de 1919     | ~ ! |
| Comores                        | Comoros                        | 23 de outubro de 1978   | ~ ! |
| Congo                          | Congo                          | 10 de novembro de 1960  | ~ ! |
| Coreia do Sul                  | Coreia do Sul                  | 9 de dezembro de 1991   | ~ ! |
| Costa Rica                     | Costa Rica                     | 21 de fevereiro de 1944 | Anteriormente membro de 1920 a 1927, foi admitido em 1944. |
| Costa do Marfim                | Costa do Marfim                | 21 de setembro de 1960  | ~ ! |
| Croácia                        | Croácia                        | 30 de junho de 1992     | Participação prévia como parte da Iugoslávia. |
| Chipre                         | Chipre                         | 23 de setembro de 1960  | ~ ! |
| Chéquia                        | Chéquia                        | 3 de fevereiro de 1993  | Participação anterior como parte da Tchecoslováquia. |
| Cuba                           | Cuba +                         | 28 de junho de 1969     | ~ ! |
| Dinamarca                      | Dinamarca *                    | 28 de junho de 1919     | ~ ! |
| Djibouti                       | Djibouti                       | 3 de abril de 1978      | ~ ! |
| Domínica                       | Dominica                       | 17 de junho de 1982     | ~ ! |
| Egito                          | Egito                          | 19 de junho de 1936     | Admitido sem ser membro da Liga das Nações. |
| El Salvador                    | El Salvador *                  | 21 de junho de 1948     | Anteriormente membro de 1919 a 1939, foi admitido em 1948. |
| Emirados Árabes Unidos         | Emirados Árabes Unidos         | 25 de abril de 1972     | ~ ! |
| Equador                        | Equador                        | 28 de setembro de 1934  | ~ ! |
| Espanha                        | Espanha *                      | 28 de maio de 1956      | Anteriormente membro de 1919 a 1941, admitido em 1956. |
| Estados Unidos                 | Estados Unidos                 | 18 de fevereiro de 1980 | Ingressou em 1934 sem ser membro da Liga das Nações, retirou-se em 1977 e foi admitido em 1980. |
| Guiné Equatorial               | Guiné Equatorial               | 31 de janeiro de 1981   | ~ ! |
| Eritreia                       | ´Eritreia                      | 7 de junho de 1993      | ~ ! |
| Eslováquia                     | Eslováquia                     | 22 de janeiro de 1993   | Participação anterior como parte da Tchecoslováquia. |
| Estónia                        | Estônia                        | 13 de janeiro de 1992   | Membro como Estônia de 1921 a 1940, como parte da União Soviética de 1954 a 1991, readmitido em 1992. |
| Essuatíni                      | Essuatíni                      | 20 de maio de 1975      | ~ ! |
| Etiópia                        | Etiópia                        | 28 de setembro de 1923  | Entre 1939 e 1942, a Etiópia foi removida da lista de membros devido à anexação pela Itália. |
| Fiji                           | Fiji                           | 19 de abril de 1974     | ~ ! |
| Filipinas                      | Filipinas                      | 15 de junho de 1948     | ~ ! |
| Finlândia                      | Finlândia                      | 16 de dezembro de 1920  | ~ ! |
| França                         | França +                       | 28 de junho de 1919     | ~ ! |
| Gabão                          | Gabão                          | 14 de outubro de 1960   | ~ ! |
| Gâmbia                         | Gâmbia                         | 29 de maio de 1995      | ~ ! |
| Gana                           | Gana                           | 20 de maio de 1957      | ~ ! |
| Geórgia                        | Geórgia                        | 22 de junho de 1993     | Participação anterior como parte da União Soviética. |
| Granada (país)                 | Granada                        | 9 de julho de 1970      | ~ ! |
| Grécia                         | Grécia +                       | 28 de junho de 1919     | ~ ! |
| Guatemala                      | Guatemala +                    | 19 de outubro de 1945   | Anteriormente membro de 1919 a 1938, admitido em 1945. |
| Guiné                          | Guiné                          | 21 de janeiro de 1959   | ~ ! |
| Guiné-Bissau                   | Guiné-Bissau                   | 21 de fevereiro de 1977 | ~ ! |
| Guiana                         | Guiana                         | 8 de junho de 1966      | ~ ! |
| Haiti                          | Haiti +                        | 28 de junho de 1919     | ~ ! |
| Honduras                       | Honduras +                     | 1 de janeiro de 1955    | Membro de 1919 a 1938, admitido em 1955. |
| Hungria                        | Hungria                        | 18 de setembro de 1922  | ~ ! |
| Iémen                          | Iémen                          | 20 de maio de 1965      | |
| Ilhas Cook                     | Ilhas Cook                     | 12 de junho de 2015     | Não é um Estado-membro das Nações Unidas, admitido na OIT por resolução adotada na 104ª sessão da Conferência Internacional do Trabalho. |
| Ilhas Marshall                 | Ilhas Marshall                 | 3 de julho de 2007      | ~ ! |
| Maurícia                       | Ilhas Maurício                 | 5 de maio de 1969       | ~ ! |
| Ilhas Salomão                  | Ilhas Salomão                  | 28 de maio de 1984      | ~ ! |
| Islândia                       | Islândia                       | 19 de outubro de 1945   | ~ ! |
| Índia                          | Índia +                        | 28 de junho de 1919     | ~ ! |
| Indonésia                      | Indonésia                      | 12 de maio de 1950      | A Indonésia comunicou a intenção de se retirar da OIT em 1965, mas isso foi revogado em 1966. |
| Irã                            | Irã*                           | 28 de junho de 1919     | Admitido como Pérsia. |
| Iraque                         | Iraque                         | 3 de outubro de 1932    | ~ ! |
| República da Irlanda           | Irlanda                        | 10 de setembro de 1923  | ~ ! |
| Israel                         | Israel                         | 10 de maio de 1949      | ~ ! |
| Itália                         | Itália +                       | 19 de outubro de 1945   | Anteriormente membro de 1919 a 1940, admitido em 1945. |
| Jamaica                        | Jamaica                        | 26 de dezembro de 1962  | ~ ! |
| Japão                          | Japão                          | 26 de novembro de 1951  | Anteriormente membro de 1919 a 1940, admitido em 1951. |
| Jordânia                       | Jordânia                       | 26 de janeiro de 1956   | ~ ! |
| Kiribati                       | Kiribati                       | 3 de fevereiro de 2000  | ~ ! |
| Kuwait                         | Kuwait                         | 31 de junho de 1961     | ~ ! |
| Laos                           | Laos                           | 23 de janeiro de 1964   | Admitido como Reino do Laos. |
| Lesoto                         | Lesoto                         | 2 de junho de 1980      | Anteriormente membro de 1966 a 1971, admitido em 1980. |
| Letónia                        | Letónia                        | 3 de dezembro de 1991   | Membro como Letônia de 1921 a 1940, como parte da União Soviética de 1954 a 1991, readmitida em 1991. |
| Líbano                         | Líbano                         | 23 de dezembro de 1948  | ~ ! |
| Libéria                        | Libéria +                      | 28 de junho de 1919     | ~ ! |
| Líbia                          | Líbia                          | 11 de junho de 1952     | ~ ! |
| Lituânia                       | Lituânia                       | 4 de outubro de 1991    | Membro como Lituânia de 1921 a 1940, como parte da União Soviética de 1954 a 1991, readmitida como Lituânia em 1991. |
| Luxemburgo                     | Luxemburgo                     | 16 de dezembro de 1920  | ~ ! |
| Macedónia do Norte             | Macedónia do Norte             | 28 de maio de 1993      | Participação prévia como parte da Iugoslávia. |
| Madagascar                     | Madagascar                     | 1 de novembro de 1960   | ~ ! |
| Malawi                         | Malawi                         | 22 de março de 1965     | ~ ! |
| Malásia                        | Malásia                        | 11 de novembro de 1957  | ~ ! |
| Maldivas                       | Maldivas                       | 15 de maio de 2009      | ~ ! |
| Mali                           | Mali                           | 22 de setembro de 1960  | ~ ! |
| Malta                          | Malta                          | 4 de janeiro de 1965    | ~ ! |
| Marrocos                       | Marrocos                       | 13 de junho de 1956     | ~ ! |
| Mauritânia                     | Mauritânia                     | 20 de junho de 1961     | ~ ! |
| México                         | México                         | 12 de setembro de 1931  | ~ ! |
| Moçambique                     | Moçambique                     | 28 de maio de 1976      | ~ ! |
| Moldávia                       | Moldávia                       | 8 de junho de 1992      | Participação anterior como parte da União Soviética. |
| Mongólia                       | Mongólia                       | 24 de maio de 1968      | ~ ! |
| Montenegro                     | Montenegro                     | 14 de julho de 2006     | Participação prévia como parte da Iugoslávia. |
| Myanmar                        | Myanmar                        | 18 de maio de 1948      | ~ ! |
| Namíbia                        | Namíbia                        | 3 de outubro de 1978    | ~ ! |
| Nepal                          | Nepal                          | 30 de agosto de 1966    | ~ ! |
| Nicarágua                      | Nicarágua +                    | 9 de abril de 1957      | Anteriormente membro de 1919 a 1938, foi admitido em 1957. |
| Níger                          | Níger                          | 27 de fevereiro de 1961 | ~ ! |
| Nigéria                        | Nigéria                        | 17 de outubro de 1960   | ~ ! |
| Noruega                        | Noruega *                      | 28 de junho de 1919     | ~ ! |
| Nova Zelândia                  | Nova Zelândia +                | 28 de junho de 1919     | ~ ! |
| Omã                            | Omã                            | 31 de janeiro de 1994   | ~ ! |
| Países Baixos                  | Países Baixos                  | 28 de junho de 1919     | ~ ! |
| Paquistão                      | Paquistão                      | 31 de outubro de 1947   | |
| Palau                          | Palau                          | 29 de maio de 2012      | ~ ! |
| Panamá                         | Panamá +                       | 28 de junho de 1919     | ~ ! |
| Papua-Nova Guiné               | Papua-Nova Guiné               | 1 de maio de 1976       | ~ ! |
| Paraguai                       | Paraguai *                     | 5 de setembro de 1956   | Anteriormente membro de 1919 a 1937, admitido em 1956. |
| Peru                           | Peru +                         | 28 de junho de 1919     | ~ ! |
| Polónia                        | Polônia +                      | 28 de junho de 1919     | Submeteu uma notificação de intenção de se retirar em 17 de novembro de 1984, estendeu essa intenção em novembro de 1986 sem se retirar, e rescindiu a intenção de se retirar em 17 de novembro de 1987. |
| Portugal                       | Portugal +                     | 28 de junho de 1919     | ~ ! |
| Catar                          | Qatar                          | 25 de abril de 1972     | ~ ! |
| Quénia                         | Quénia                         | 13 de janeiro de 1964   | ~ ! |
| Quirguistão                    | Quirguistão                    | 31 de março de 1992     | Participação anterior como parte da União Soviética. |
| Reino Unido                    | Reino Unido +                  | 28 de junho de 1919     | ~ ! |
| República Centro-Africana      | República Centro-Africana      | 27 de outubro de 1960   | ~ ! |
| República Democrática do Congo | República Democrática do Congo | 20 de setembro de 1960  | ~ ! |
| República Dominicana           | República Dominicana           | 29 de setembro de 1924  | ~ ! |
| Roménia                        | Romênia +                      | 11 de maio de 1956      | Anteriormente membro de 1919 a 1942, admitido em 1956. |
| Ruanda                         | Ruanda                         | 18 de setembro de 1962  | ~ ! |
| Rússia                         | Rússia                         | 26 de abril de 1954     | Admitida como membro da União Soviética de 1934 a 1940, admitida em 1954. Após a dissolução da União Soviética, a Federação Russa foi confirmada como o estado sucessor para fins de associação. |
| Samoa                          | Samoa                          | 7 de maio de 2005       | ~ ! |
| San Marino                     | San Marino                     | 18 de junho de 1982     | ~ ! |
| Santa Lúcia                    | Santa Lúcia                    | 9 de abril de 1980      | ~ ! |
| São Cristóvão e Nevis          | São Cristóvão e Neves          | 19 de maio de 1996      | ~ ! |
| São Tomé e Príncipe            | São Tomé e Príncipe            | 1 de junho de 1982      | ~ ! |
| São Vicente e Granadinas       | São Vicente e Granadinas       | 31 de maio de 1995      | ~ ! |
| Seicheles                      | Seicheles                      | 25 de abril de 1977     | ~ ! |
| Senegal                        | Senegal                        | 4 de novembro de 1960   | ~ ! |
| Sérvia                         | Sérvia                         | 24 de novembro de 2000  | Participação anterior como parte da Iugoslávia (1919-1992), admitida em 2000 como República Federal da Iugoslávia. |
| Serra Leoa                     | Serra Leoa                     | 13 de junho de 1961     | ~ ! |
| Singapura                      | Singapura                      | 25 de outubro de 1965   | |
| Síria                          | Síria                          | 4 de dezembro de 1947   | |
| Sri Lanka                      | Sri Lanka                      | 28 de junho de 1948     | ~ ! |
| Somália                        | Somália                        | 18 de novembro de 1960  | ~ ! |
| Sudão do Sul                   | Sudão do Sul                   | 29 de abril de 2012     | ~ ! |
| Sudão                          | Sudão                          | 12 de junho de 1956     | A adesão do Sudão à OIT antecedeu a sua adesão às Nações Unidas (12 de novembro de 1956), o que foi possível após um voto de apoio unânime (sem abstenções) na Conferência Internacional do Trabalho de 1956. |
| Suécia                         | Suécia *                       | 28 de junho de 1919     | ~ ! |
| Suíça                          | Suíça *                        | 28 de junho de 1919     | ~ ! |
| Suriname                       | Suriname                       | 24 de fevereiro de 1976 | ~ ! |
| Tailândia                      | Tailândia +                    | 28 de junho de 1919     | Admitido como Siam. |
| Tajiquistão                    | Tajiquistão                    | 26 de novembro de 1993  | Participação anterior como parte da União Soviética. |
| Timor-Leste                    | Timor-Leste                    | 19 de agosto de 2003    | ~ ! |
| Togo                           | Togo                           | 7 de junho de 1960      | ~ ! |
| Tonga                          | Tonga                          | 24 de fevereiro de 2016 | ~ ! |
| Trindade e Tobago              | Trindade e Tobago              | 24 de maio de 1963      | ~ ! |
| Tunísia                        | Tunísia                        | 12 de junho de 1956     | ~ ! |
| Turquia                        | Turquia                        | 18 de julho de 1932     | ~ ! |
| Turquemenistão                 | Turquemenistão                 | 24 de setembro de 1993  | Participação anterior como parte da União Soviética. |
| Tuvalu                         | Tuvalu                         | 27 de maio de 2008      | ~ ! |
| Ucrânia                        | Ucrânia                        | 12 de maio de 1954      | Admitida como a República Socialista Soviética da Ucrânia. |
| Uganda                         | Uganda                         | 25 de março de 1963     | ~ ! |
| Uruguai                        | Uruguai +                      | 28 de junho de 1919     | ~ ! |
| Uzbequistão                    | Uzbequistão                    | 13 de julho de 1992     | Participação anterior como parte da União Soviética. |
| Tanzânia                       | Tanzânia                       | 30 de janeiro de 1962   | |
| Vanuatu                        | Vanuatu                        | 22 de maio de 2003      | ~ ! |
| Venezuela                      | Venezuela *                    | 16 de março de 1958     | Anteriormente membro de 1919 a 1957, admitido em 1958. |
| Vietname                       | Vietnã                         | 20 de maio de 1992      | Admitido como membro sob o nome de República do Vietnã de 1950 a 1976. Após a incorporação da República do Vietnã na República Socialista do Vietnã em julho de 1976, o país deixou de ser membro. Readmitido em 1980, retirou-se em 1985 e foi readmitido em 1992. |
| Zâmbia                         | Zâmbia                         | 2 de dezembro de 1964   | ~ ! |
| Zimbabwe                       | Zimbabwe                       | 6 de junho de 1980      | ~ ! |

Um + e um fundo azul indicam um membro fundador; um * e um fundo caqui indicam estados convidados a serem membros fundadores.

## Retiradas de membros

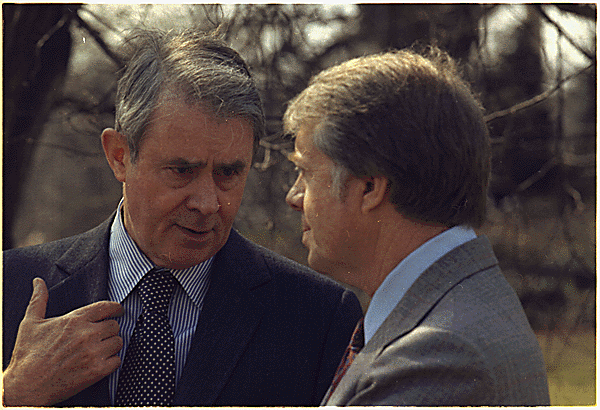
O presidente Jimmy Carter (à direita) afirmou a saída dos Estados Unidos da OIT em 1º de novembro de 1977, apesar das recomendações de atraso de um ano do secretário de Estado Cyrus Vance (à esquerda) e do conselheiro de segurança nacional Zbigniew Brzezinski.

De acordo com a constituição da OIT, um estado-membro só pode se retirar depois de avisar com dois anos de antecedência e quitar todas as dívidas financeiras pendentes; após a retirada, um ex-membro ainda é obrigado a cumprir as convenções da OIT que o país ratificou.
A readmissão de um ex-membro, que permaneceu como membro da ONU, requer uma comunicação formal ao Diretor-Geral da OIT sobre a aceitação das obrigações da constituição da OIT. Um ex-membro que não seja membro da ONU só pode ser aprovado para readmissão por uma decisão da Conferência Internacional do Trabalho.
Desde 1927, 19 Estados-membros se retiraram da OIT; todos voltaram a participar posteriormente.
| Bandeira                                      | Estado             | Data de retirada        | Data de admissão        | Notas |
| --------------------------------------------- | ------------------ | ----------------------- | ----------------------- | --- |
| Albânia                                       | Albânia            | 5 de agosto de 1972     | 22 de maio de 1991      | Em 1965, a Albânia notificou sua retirada da OIT, citando a falta de apoio da organização aos movimentos de libertação anticolonial e a exclusão dos países comunistas. Com o fim da Guerra Fria a Albânia foi readmitida. |
| Alemanha Nazista                              | Alemanha           | 21 de outubro de 1935   | 12 de junho de 1951     | A aprovação da Lei de Concessão de Plenos Poderes de 1933 efetivamente deu ao Partido Nazista o controle total do estado alemão, o que levou à repressão dos inimigos políticos; isso incluiu os sindicatos, cujos bens foram confiscados e cujos membros foram transferidos para a Frente Trabalhista Alemã (DAF) controlada pelos nazistas. Na Conferência Internacional do Trabalho de 1933, as credenciais [en] da DAF como uma organização legítima (independente) de trabalhadores foram rejeitadas e, durante a própria Conferência, foram feitas críticas à repressão do governo nazista aos sindicatos e ao apoio ao antissemitismo. Após a Conferência, a Alemanha notificou a intenção de se retirar da OIT, o que entrou em vigor em 1935. Após a Segunda Guerra Mundial, a República Federal da Alemanha (Alemanha Ocidental na época) foi admitida em 1951. A República Democrática Alemã (Alemanha Oriental) foi admitida como um estado separado a partir de 1º de janeiro de 1974. |
| Costa Rica                                    | Costa Rica         | 1 de janeiro de 1927    | 21 de abril de 1944     | Em dezembro de 1924, a Costa Rica notificou sua saída da Liga das Nações devido à percepção de maus tratos por causa de contribuições atrasadas e insatisfação com a falta de ação da Liga contra os Estados Unidos por causa da Doutrina Monroe. A saída da Liga precipitou a saída da Costa Rica da OIT. A partir de 1942, o engajamento com a OIT levou à admissão em 1944. |
| El Salvador                                   | El Salvador        | 1939                    | 21 de junho de 1948     | Em 1937, o governo notificou sua retirada da Liga das Nações e da OIT. A razão oficial dada estava relacionada a prioridades financeiras, mas também houve uma falta de participação ativa de El Salvador em Genebra. Além disso, a partir de meados da década de 1930, El Salvador estava mais focado em assuntos continentais (Interamericanos), e as consequências do fracasso da Liga das Nações em gerenciar adequadamente a Crise da Abissínia também influenciaram a decisão do governo. Após a Segunda Guerra Mundial, El Salvador restabeleceu relações com a OIT e foi admitido em junho de 1948. |
| Espanha                                       | Espanha            | 8 de maio de 1941       | 28 de maio de 1956      | A Espanha notificou sua retirada da Liga das Nações em maio de 1939 e não indicou nenhuma intenção de permanecer na OIT. Em maio de 1956, a Espanha foi admitida na OIT. |
| Estados Unidos                                | Estados Unidos     | 6 de novembro de 1977   | 18 de fevereiro de 1980 | Embora empregadores e sindicatos dos EUA já expressassem insatisfação com a OIT devido à admissão da União Soviética em 1954, a retirada oficial do governo dos Estados Unidos foi desencadeada por reações a três questões nos anos 1970: o papel da União Soviética, a política em relação a Israel/Palestina e os processos organizacionais. Em julho de 1970, a nomeação do diplomata soviético Pavel Astapenko como Diretor-Geral Adjunto da OIT levou os EUA a cancelar parte de seus pagamentos de contribuição, após lobby do presidente da AFL-CIO, George Meany [en], junto ao Congresso dos EUA, que considerava a OIT excessivamente influenciada pela União Soviética. A adoção pela Conferência Internacional do Trabalho de 1974 de uma resolução condenando as "autoridades israelenses" por "discriminação, racismo e violação das liberdades e direitos sindicais" na Palestina, apesar de a OIT não ter realizado investigações prévias sobre o assunto, foi fortemente contestada pelos representantes dos EUA, e a concessão do status de observador à Organização para a Libertação da Palestina (OLP) na Conferência de 1975, levou os representantes dos empregadores, do governo e dos sindicatos dos EUA a boicotar as sessões restantes da Conferência. A combinação desses fatores fez com que o governo dos EUA notificasse sua intenção de se retirar em novembro de 1975. O Secretário de Estado Henry Kissinger indicou que os EUA não seguiriam adiante com a retirada se houvesse melhorias nas áreas de preocupação dos EUA. No entanto, nos dois anos seguintes, as decisões na OIT foram contrárias aos desejos dos EUA, em particular, a decisão da Conferência de 1977 que, devido à falta de quórum, não conseguiu adotar as recomendações do Comitê de Peritos (que detalhavam a falha em observar os padrões da OIT na Argentina, Bolívia, Chade, Chile, Tchecoslováquia, Etiópia, Libéria e URSS). Em novembro de 1977, o presidente Jimmy Carter confirmou a decisão da administração de Ford [en] de se retirar da OIT, apesar dos conselhos do Secretário de Estado Cyrus Vance e do Conselheiro de Segurança Nacional Zbigniew Brzezinski para suspender a retirada por um ano, e dos apelos para permanecer de nove países da Europa Ocidental, Japão e do Papa. Nos anos imediatamente seguintes à saída, mudanças nos procedimentos da OIT, incluindo a introdução de votação secreta, a exigência de investigações de devido processo antes da adoção de resoluções e a abertura de investigações sobre a violação dos direitos sindicais na União Soviética e na Polônia, levaram a uma reavaliação, com o presidente Carter reafirmando a adesão dos EUA à OIT em 18 de fevereiro de 1980. |
| Guatemala                                     | Guatemala          | 26 de maio de 1938      | 19 de outubro de 1945   | Durante a década de 1930, o governo concentrou-se cada vez mais em assuntos continentais (ou seja, interamericanos) que, em última análise, eram considerados incompatíveis com a Liga das Nações, notificando a retirada da Liga e da OIT em maio de 1936. Após a Segunda Guerra Mundial, em 14 de setembro de 1945, Guillermo Toriello, Ministro das Relações Exteriores, solicitou sua admissão na OIT, que foi concluída no mês seguinte. |
| Itália                                        | Itália             | dezembro de 1939        | 19 de outubro de 1945   | Após a Crise da Abissínia em 1935, na qual a Itália Fascista anexou a Etiópia para criar a África Oriental Italiana, o governo tornou-se cada vez mais insatisfeito com a Liga das Nações e, em 11 de dezembro de 1937, o Primeiro-Ministro Benito Mussolini, em um discurso nacional, anunciou a retirada da Itália da Liga das Nações. Em 16 de dezembro de 1937, a OIT recebeu a notificação de Galeazzo Ciano, Ministro das Relações Exteriores, sobre a intenção da Itália de se retirar. A queda do regime fascista levou ao restabelecimento das relações com a OIT em 1944, a um acordo em maio de 1945 para nomear um representante da OIT em Roma e à readmissão do país em outubro daquele ano. |
| República Socialista Federativa da Iugoslávia | Iugoslávia         | 16 de junho de 1949     | 16 de maio de 1951      | Em 1947, com o surgimento da Guerra Fria, a Iugoslávia notificou sua retirada, citando a incompatibilidade entre as estruturas da OIT e o desenvolvimento socialista em curso no país. A retirada entrou em vigor em 1949, no entanto, a Iugoslávia foi readmitida em 1951. |
| Honduras                                      | Honduras           | 10 de julho de 1938     | 1 de janeiro de 1955    | Próxima à posição da Guatemala, que favorecia abordagens Inter-Americanas, Honduras notificou sua retirada da Liga das Nações em julho de 1936 e não indicou qualquer intenção de permanecer na OIT. Em janeiro de 1955, Honduras foi readmitida. |
| Japão                                         | Japão              | novembro de 1940        | 26 de novembro de 1951  | Começando com o Incidente de Mukden, o Japão passou a ser alvo de críticas e condenações crescentes na Liga das Nações, o que eventualmente levou à retirada do país da Liga em 1933. Embora tenha mantido a adesão à OIT, contradições entre a política governamental, uma reversão das atitudes positivas dos empregadores e a deterioração internacional mais ampla das relações entre Estados levaram o Japão a notificar sua retirada em novembro de 1938. Após a Segunda Guerra Mundial, em março de 1948, um Comitê da OIT no Japão foi estabelecido e, em 1951, o país foi readmitido. |
| Lesoto                                        | Lesoto             | 15 de julho de 1971     | 2 de junho de 1980      | Entre 1971 e 1980, Lesoto se retirou da OIT devido à incapacidade de cumprir as obrigações financeiras de membro. |
| Nicarágua                                     | Nicarágua          | 26 de junho de 1938     | 9 de abril de 1957      | Próxima à posição da Guatemala, que favorecia abordagens Inter-Americanas, a Nicarágua notificou sua retirada da Liga das Nações em junho de 1936 e confirmou sua retirada da OIT em junho de 1938. Em abril de 1957, a Nicarágua foi readmitida. |
| Paraguai                                      | Paraguai           | 23 de fevereiro de 1934 | 5 de setembro de 1956   | Após insatisfação com as decisões da Liga das Nações relacionadas à Guerra do Chaco, o Paraguai anunciou sua retirada da Liga e da OIT em fevereiro de 1935. Em setembro de 1956, o Paraguai foi readmitido na OIT. |
| Roménia                                       | Romênia            | 10 de julho de 1942     | 11 de maio de 1942      | A Romênia notificou sua retirada da Liga das Nações em julho de 1940 e não indicou nenhuma intenção de permanecer na OIT. Em maio de 1956, a Romênia foi admitida na OIT. |
| União Soviética                               | União Soviética    | fevereiro de 1940       | 26 de abril de 1954     | A União Soviética foi expulsa da Liga das Nações em dezembro de 1939, após o início da Guerra de Inverno. No entanto, essa expulsão não invalidou automaticamente a adesão à OIT; apenas na reunião do Conselho Administrativo da OIT em fevereiro do ano seguinte a adesão foi rescindida. Embora a morte de Josef Stalin tenha desempenhado um papel direto na reorientação da política soviética, a incapacidade de influenciar com sucesso os assuntos da ONU e o desejo de ter contatos mais amplos com o mundo não comunista levaram a URSS a retomar a adesão à OIT em abril de 1954. |
| África do Sul                                 | União Sul-Africana | 11 de março de 1966     | 26 de maio de 1994      | Em março de 1964, o ministro das Relações Exteriores da África do Sul notificou a OIT sobre a retirada do país. Desde o final da década de 1950, a política de discriminação racial institucionalizada do país, oficialmente conhecida como Apartheid, foi frequentemente condenada; em vez de ser formalmente excluída da OIT por uma votação dos constituintes, a África do Sul optou por se retirar. Após o fim do Apartheid e a conclusão das eleições multirraciais, a África do Sul juntou-se à OIT em 1994. |
| Venezuela                                     | Venezuela          | 3 de maio de 1957       | 15 de março de 1958     | Em abril de 1955, o governo venezuelano expulsou um trabalhador holandês delegado do Conselho de Administração da OIT que criticou os direitos de liberdade de associação no país durante uma reunião do Comitê de Petróleo da OIT em Caracas. Posteriormente, os dirigentes do Conselho de Administração suspenderam a reunião, à qual o governo venezuelano se opôs imediatamente e, pouco depois, notificou sua intenção de se retirar da OIT. No dia 15 de março de 1958, a Venezuela aceitou formalmente as obrigações de membro e foi admitida. |
| Vietname                                      | Vietnã             | 1 de junho de 1985      | 20 de maio de 1992      | Em junho de 1983, o Vietnã notificou a intenção de se retirar temporariamente. Os motivos incluíam a incapacidade de pagar as taxas de filiação devido a restrições financeiras extremas, a falta de suporte técnico e a insatisfação com as investigações da OIT sobre as alegações de que os trabalhadores vietnamitas estavam sujeitos a trabalho forçado na União Soviética. A retirada entrou em vigor em 1985; o Vietnã foi admitido em 1992. |

## Retiradas incompletas de associados
| Bandeira  | Estado    | Data em que a intenção de retirada foi recebida | Data em que a intenção de retirada foi revogada | Notas |
| --------- | --------- | ----------------------------------------------- | ----------------------------------------------- | --- |
| Indonésia | Indonésia | 25 de março de 1965                             | 6 de setembro de 1966                           | Durante o período de Konfrontasi, a Indonésia, sob o comando do Presidente Sukarno, entrou em conflito com a Malásia, Grã-Bretanha e os Estados Unidos após a Malásia obter um assento no Conselho de Segurança das Nações Unidas e, em janeiro de 1965, foi anunciado o afastamento das Nações Unidas. Em março, o governo comunicou a intenção de se retirar da OIT, o que teria efeito em 25 de março de 1967. Após a transição para a Nova Ordem [en], o governo sob o comando do Presidente Suharto, indicou em 1966 que a Indonésia não desejava mais se retirar. A OIT considerou que não houve interrupção na filiação da Indonésia. |
| Polónia   | Polônia   | 17 de novembro de 1984                          | 17 de novembro de 1987                          | Após a imposição da lei marcial e a repressão ao sindicato independente Solidarność em dezembro de 1981, o conselho de administração da OIT, em maio de 1983, votou para constituir uma comissão de inquérito, a maior ação que pode ser tomada contra um Estado membro segundo a constituição da organização. No dia seguinte ao relatório da comissão ter sido submetido ao conselho de administração da OIT, que criticou fortemente a detenção de sindicalistas e a negação da independência sindical, a Polônia comunicou a intenção de se retirar em 17 de novembro de 1984. A Polônia estendeu essa intenção em novembro de 1986 sem oficialmente se retirar; no entanto, com o subsequente relaxamento da situação política, a Polônia revogou a intenção de se retirar em 17 de novembro de 1987. |

## Estados removidos da associação

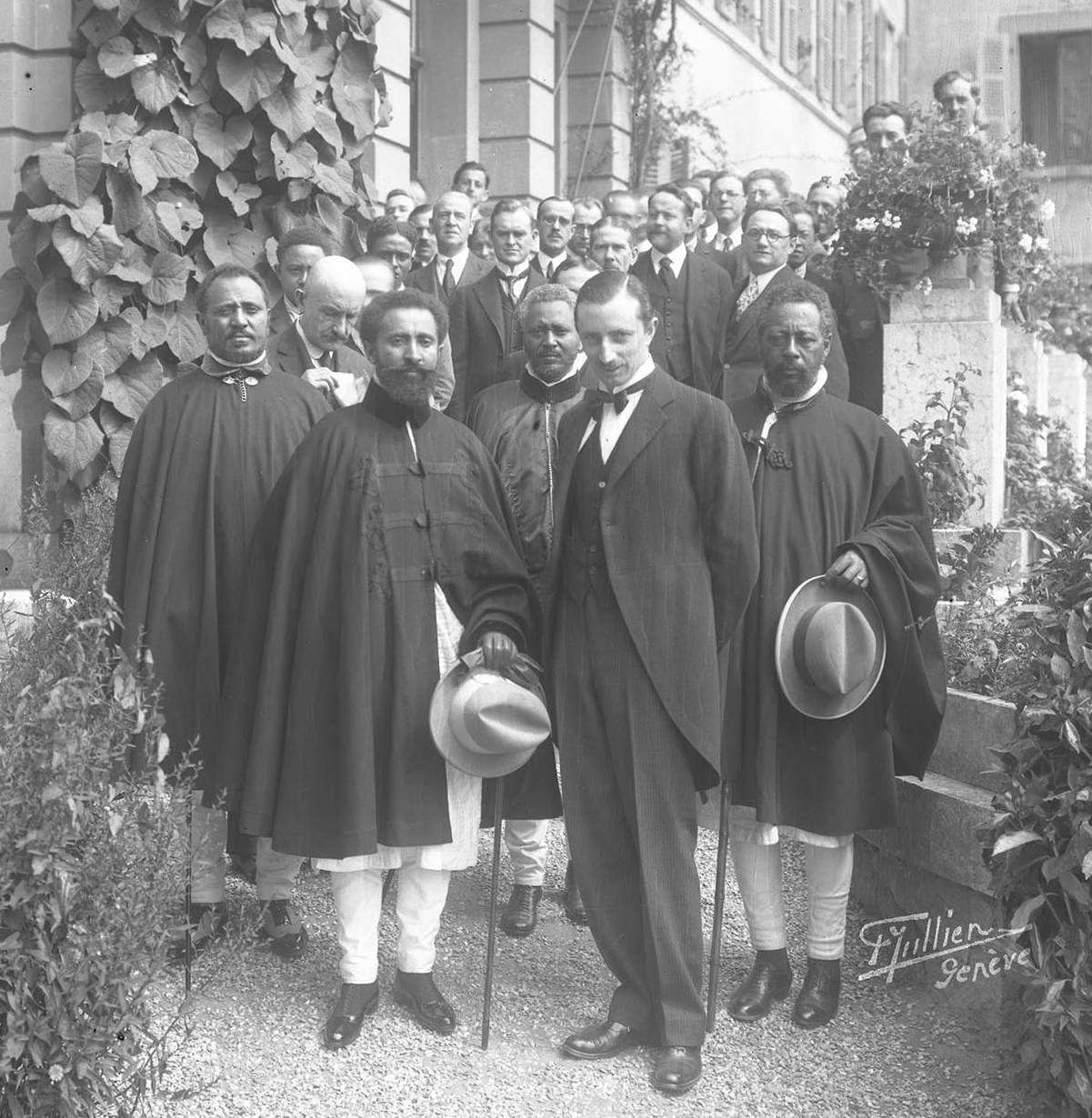
Visita de Haile Selaisse da Etiópia para sede da OIT em agosto de 1964.

Devido a circunstâncias relacionadas à anexação, cinco estados foram removidos da filiação à OIT; todos foram posteriormente readmitidos.
| Bandeira | Estado   | Date de remoção     | Data de readmissão    | Notas |
| -------- | -------- | ------------------- | --------------------- | --- |
|          | Áustria  | 13 de março de 1938 | 24 de junho de 1947   | Após o Anschluss, em 12 de março de 1938, a Áustria deixou de ser membro da OIT. Em julho de 1947, a Conferência Internacional do Trabalho confirmou a readmissão da Áustria na OIT. |
| Estónia  | Estônia  | 1946                | 13 de janeiro de 1992 | Em agosto de 1940, os Estados Bálticos foram ocupados e, posteriormente, anexados como novas repúblicas da União Soviética. Essa ação efetivamente encerrou a filiação dos Estados Bálticos, e a OIT considerou esse encerramento “definitivo” em 1946. Após as declarações de independência dos Estados Bálticos na primavera do norte de 1990, a OIT indicou que era necessário um processo de admissão, embora isso tenha sido reconhecido como readmissão. |
| Etiópia  | Etiópia  | 1939                | 1943                  | Após a anexação da Etiópia pela Itália, o país foi removido da lista de membros da OIT entre 1939 e 1942; no entanto, considera-se que o país ainda é membro desde sua primeira adesão em 28 de setembro de 1923. |
| Letónia  | Letónia  | 1946                | 3 de dezembro de 1991 | Em agosto de 1940, os Estados Bálticos foram ocupados e, posteriormente, anexados como novas repúblicas da União Soviética. Essa ação efetivamente encerrou a filiação dos Estados Bálticos, e a OIT considerou esse encerramento “definitivo” em 1946. Após as declarações de independência dos Estados Bálticos na primavera do norte de 1990, a OIT indicou que era necessário um processo de admissão, embora isso tenha sido reconhecido como readmissão. |
| Lituânia | Lituânia | 1946                | 4 de outubro de 1991  | Em agosto de 1940, os Estados Bálticos foram ocupados e, posteriormente, anexados como novas repúblicas da União Soviética. Essa ação efetivamente encerrou a filiação dos Estados Bálticos, e a OIT considerou esse encerramento “definitivo” em 1946. Após as declarações de independência dos Estados Bálticos na primavera do norte de 1990, a OIT indicou que era necessário um processo de admissão, embora isso tenha sido reconhecido como readmissão. |

## Antigos membros de estados não soberanos
A constituição da OIT indica que os membros devem ser Estados (inicialmente, embora não exclusivamente,[d] membros da Liga das Nações ou, após 1945, membros das Nações Unidas), o que foi interpretado como implicando aquelas entidades com soberania estatal. A base para isso foi a decisão de 26 de agosto de 1930 do Tribunal Permanente de Justiça Internacional, que determinou que Danzigue, cujas relações externas estavam sob o controle da Polônia, era inadmissível para a OIT. Apesar dessa decisão, três Estados não soberanos, antes de alcançarem o status de soberania, foram, devido a circunstâncias políticas, admitidos como membros da OIT.
| Bandeira      | Estado                                         | Period of non-sovereign state status         | Notas |
| ------------- | ---------------------------------------------- | -------------------------------------------- | --- |
|               | República Socialista Soviética da Bielorrússia | 28 de abril de 1954 – 29 de dezembro de 1991 | Durante a Conferência de Ialta, em fevereiro de 1945, o primeiro-ministro soviético Josef Stalin e o presidente dos EUA, Franklin D. Roosevelt, concordaram que os EUA e a URSS teriam direito a dois assentos extras nas Nações Unidas, que seriam criadas em breve. A URSS indicou a República Socialista Soviética da Bielorrússia e a República Socialista Soviética da Ucrânia para a ONU, o que fez com que essas duas entidades estatais não soberanas se tornassem membros da OIT. Os EUA nunca exerceram a opção de assentos extras na ONU. Com a dissolução da União Soviética, a Bielorrússia e a Ucrânia tornaram-se os estados sucessores para fins de associação. |
|               | República Socialista Soviética da Ucrânia      | 12 de maio de 1954 – 25 de dezembro de 1991  | Durante a Conferência de Ialta, em fevereiro de 1945, o primeiro-ministro soviético Josef Stalin e o presidente dos EUA, Franklin D. Roosevelt, concordaram que os EUA e a URSS teriam direito a dois assentos extras nas Nações Unidas, que seriam criadas em breve. A URSS indicou a República Socialista Soviética da Bielorrússia e a República Socialista Soviética da Ucrânia para a ONU, o que fez com que essas duas entidades estatais não soberanas se tornassem membros da OIT. Os EUA nunca exerceram a opção de assentos extras na ONU. Com a dissolução da União Soviética, a Bielorrússia e a Ucrânia tornaram-se os estados sucessores para fins de associação. |
| Nações Unidas | Namibia                                        | 3 de outubro de 1978 – 21 de março de 1990   | A Namíbia foi admitida como o 136º membro pleno em 1978, após uma solicitação do comissário das Nações Unidas para a Namíbia [en], apesar de não ser um estado independente na época. |

## Antigos membros
O fundo azul indica um membro fundador da OIT.

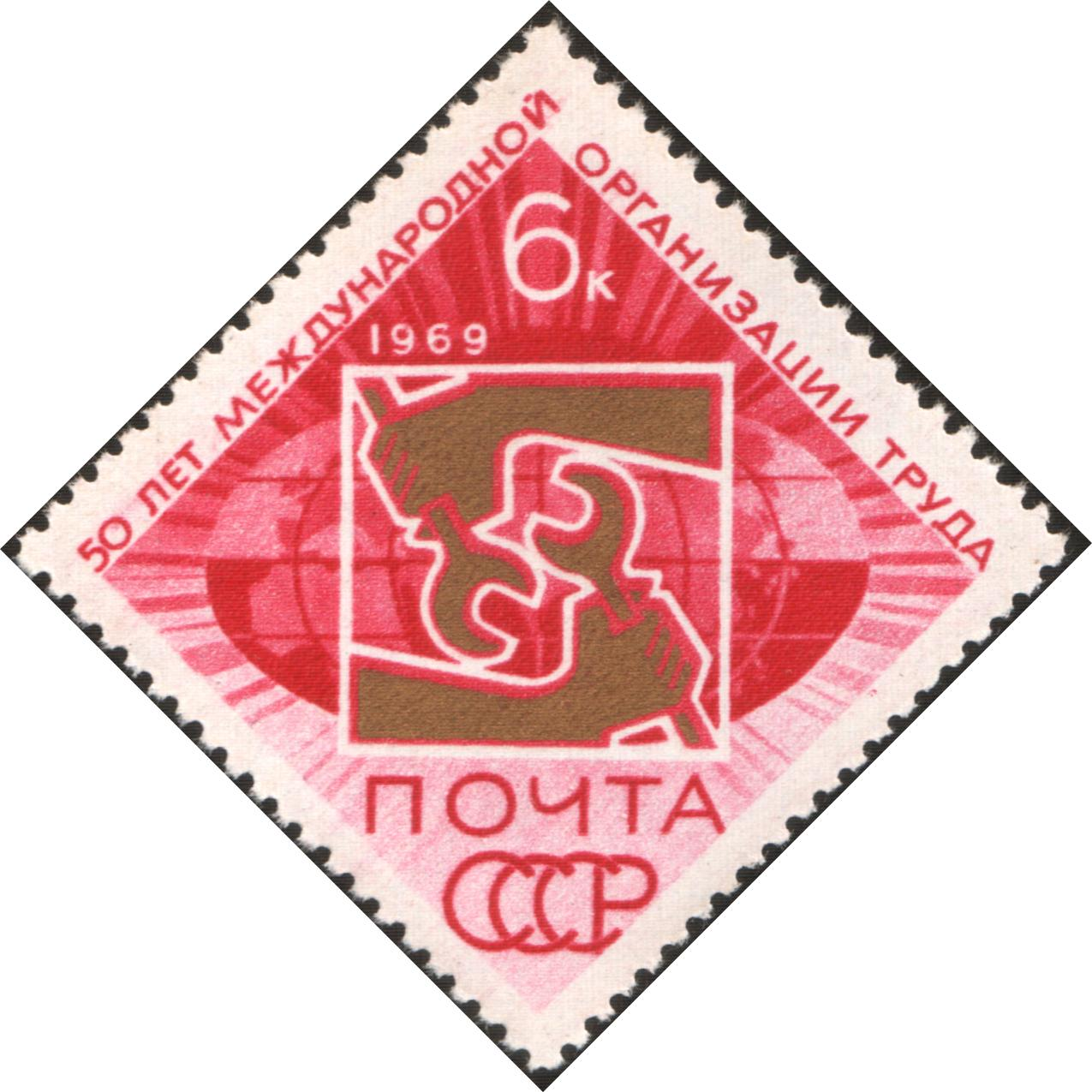
Selo postal emitido pela União Soviética em comemoração ao 50º aniversário da fundação da OIT.

| Bandeira                                      | Estado            | Data de admissão       | Data de saída          | Notas |
| --------------------------------------------- | ----------------- | ---------------------- | ---------------------- | --- |
| Alemanha Oriental                             | Alemanha Oriental | 1 de janeiro de 1974   | 3 de outubro de 1990   | Após a reunificação da Alemanha, a RDA deixou de ser membro. |
| Checoslováquia                                | Checoslováquia +  | 28 de junho de 1919    | 31 de dezembro de 1992 | Após a dissolução da Checoslováquia, o país deixou de ser membro. Nem a República Tcheca nem a Eslováquia foram consideradas um estado sucessor para fins de associação e ambas tiveram que ser admitidas como novos membros. |
|                                               | Iémen do Sul      | 1969                   | 22 de maio de1990      | Após a unificação do Iêmen, o PDRY deixou de ser um membro. |
| República Socialista Federativa da Iugoslávia | Iugoslávia +      | 28 de junho de 1919    | 27 de abril de 1992    | Admitido como o Estado dos eslovenos, croatas e sérvios. Após a dissolução da República Socialista Federativa da Iugoslávia, o país deixou de ser membro.                                                                     |
| União Soviética                               | União Soviética   | 18 de setembro de 1934 | fevereiro de 1940      | Após a dissolução da União Soviética, a filiação passou para a Federação Russa como o estado sucessor. |
| União Soviética                               | União Soviética   | 26 de abril de 1954    | 25 de dezembro de 1991 | Após a dissolução da União Soviética, a filiação passou para a Federação Russa como o estado sucessor. |
|                                               | Vietname do Sul   | 1950                   | julho de 1976          | Deixou de ser membro após a incorporação à República Socialista do Vietnã. |

## Estados membros da ONU que não são membros da OIT
| Bandeira                        | Estado          | Notas |
| ------------------------------- | --------------- | --- |
| Andorra                         | Andorra         | Em 2002, o comitê sobre os direitos da criança [en] solicitou esclarecimentos sobre o fato de Andorra não ser membro da OIT. O relatório de dezembro de 2020 do Grupo de Trabalho sobre a Universal Periodic Review do Conselho de Direitos Humanos da ONU recomendou que Andorra se filiasse à OIT; em resposta, o governo indicou que consideraria a recomendação.                                                                   |
| Butão                           | Butão           | Em agosto de 2020, o ministro do Trabalho, Ugyen Dorji [en], indicou que, embora as discussões tivessem ocorrido por mais de uma década, não havia planos para ingressar na OIT. |
| Coreia do Norte                 | Coreia do Norte | O relatório de junho de 2019 do Grupo de Trabalho sobre a Revisão Periódica Universal do Conselho de Direitos Humanos da ONU recomendou que a RPDC se unisse à OIT; em resposta, o governo observou a recomendação. |
| Liechtenstein                   | Liechtenstein   | Em 2018, Liechtenstein indicou que, no futuro, não pretendia se tornar membro da OIT, alegando que as normas trabalhistas do país excediam as estipulações dos instrumentos da OIT. |
| Estados Federados da Micronésia | Micronésia      | O relatório de março de 2021 do Grupo de Trabalho sobre a Revisão Periódica Universal do Conselho de Direitos Humanos da ONU recomendou que a Micronésia se unisse à OIT. |
| Mónaco                          | Mónaco          | O relatório de dezembro de 2018 do Grupo de Trabalho sobre a Revisão Periódica Universal do Conselho de Direitos Humanos da ONU recomendou que Mônaco se filiasse à OIT; o governo declarou que as discussões continuavam em andamento desde a última revisão em 2014 e que as normas da OIT sobre direitos sindicais e a política de Mônaco de emprego prioritário para os habitantes locais continuavam sendo motivo de preocupação. |
| Nauru                           | Nauru           | Em 2011, o governo de Nauru informou ao Conselho de Direitos Humanos das Nações Unidas que não havia intenção de se tornar parte das Convenções da OIT. |

## Estados-membros da Organização Internacional do Trabalho
| Bandeira            | Estado              | Notas |
| ------------------- | ------------------- | --- |
| Estado da Palestina | Estado da Palestina | A resolução 67/19 da Assembleia Geral das Nações Unidas concedeu o status de observador não membro ao Estado da Palestina, o que dá o direito de participação na Assembleia Geral e em outros órgãos das Nações Unidas. A OIT conduz um programa de cooperação técnica e outras iniciativas na Palestina. |
| Vaticano            | Vaticano            | Com base em um acordo não oficial firmado em 1926, o Vaticano nomeia um consultor especial para o Diretor Geral da OIT sobre questões sociais e religiosas. |